# Xã Ward, Quận Tioga, Pennsylvania
Xã Ward (tiếng Anh: Ward Township) là một xã thuộc quận Tioga, tiểu bang Pennsylvania, Hoa Kỳ. Năm 2010, dân số của xã này là 166 người.